# Mahindra Marazzo
Mahindra Marazzo — минивэн с сентября 2018 года выпускаемый индийским автопроизводителем Mahindra & Mahindra.

## История
Модель была спроектирована дизайн-студией Mahindra & Mahindra в партнёрстве с итальянским ателье Pininfarina.
Построена на рамном шасси, спереди стойки МакФерсон, сзади полузависимая подвеска, тормоза все дисковые.
Привод — передний, причём трансмиссия на передние колёса установлена поперечно — это первая в мире подобная компоновка, компания выбрала такое расположение, чтобы устранить выступ пола в центре и снизить вес за счёт карданного вала.
Двигатель — четырёхцилиндровый турбодизель D15 объёмом 1,5 литра мощностью 123 л. с. и 300 Н/м крутящего момента.
Коробка передач — только 6-ступенчатая «механика».
Ожидается в 2023 году появление варианта с бензиновым двигателем и «автоматом».
Предлагается в трёх комплектациях: M2, M4+, M6+, уже в базе имеются ABS, две подушки безопасности, кондиционер и электростеклоподъемники.
Стоимость на рынке Индии вначале была от 999,000 рупий (около 14,000 долларов), что уже было дороже основных конкурентов Maruti Suzuki Ertiga и Renault Lodgy, при этом с обновлением в 2020 году, когда с доработкой для соответствия местным экологическим нормам также были «в базу» добавлены новые опции, цена выросла — в зависимости от комплектации составляет от 1,125,000 до 1,351,000 рупий.
Модель заявлена глобальной, планируются поставки на экспорт, в 2019 году была показана на Североамериканском международном автосалоне.

## Галерея

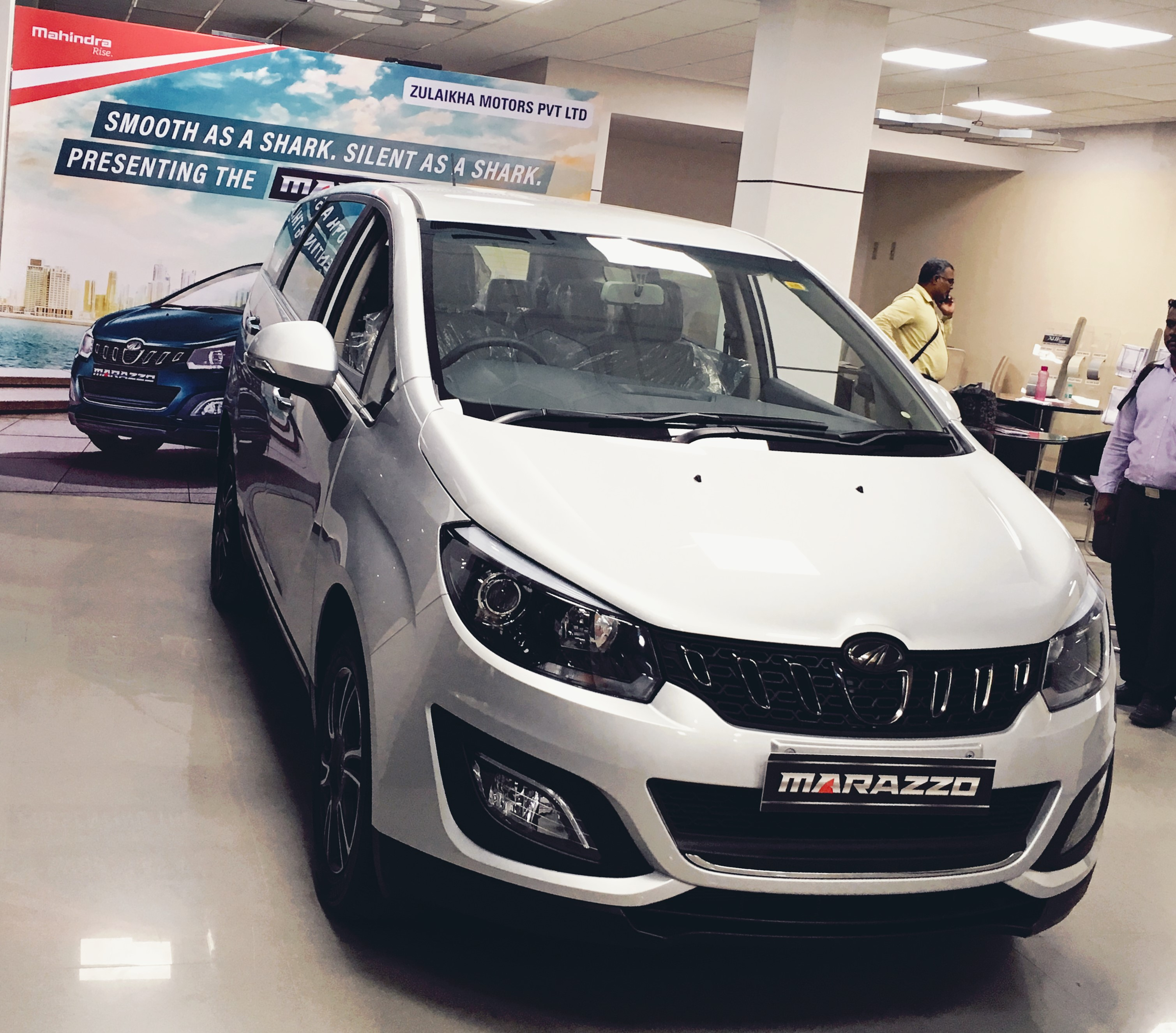
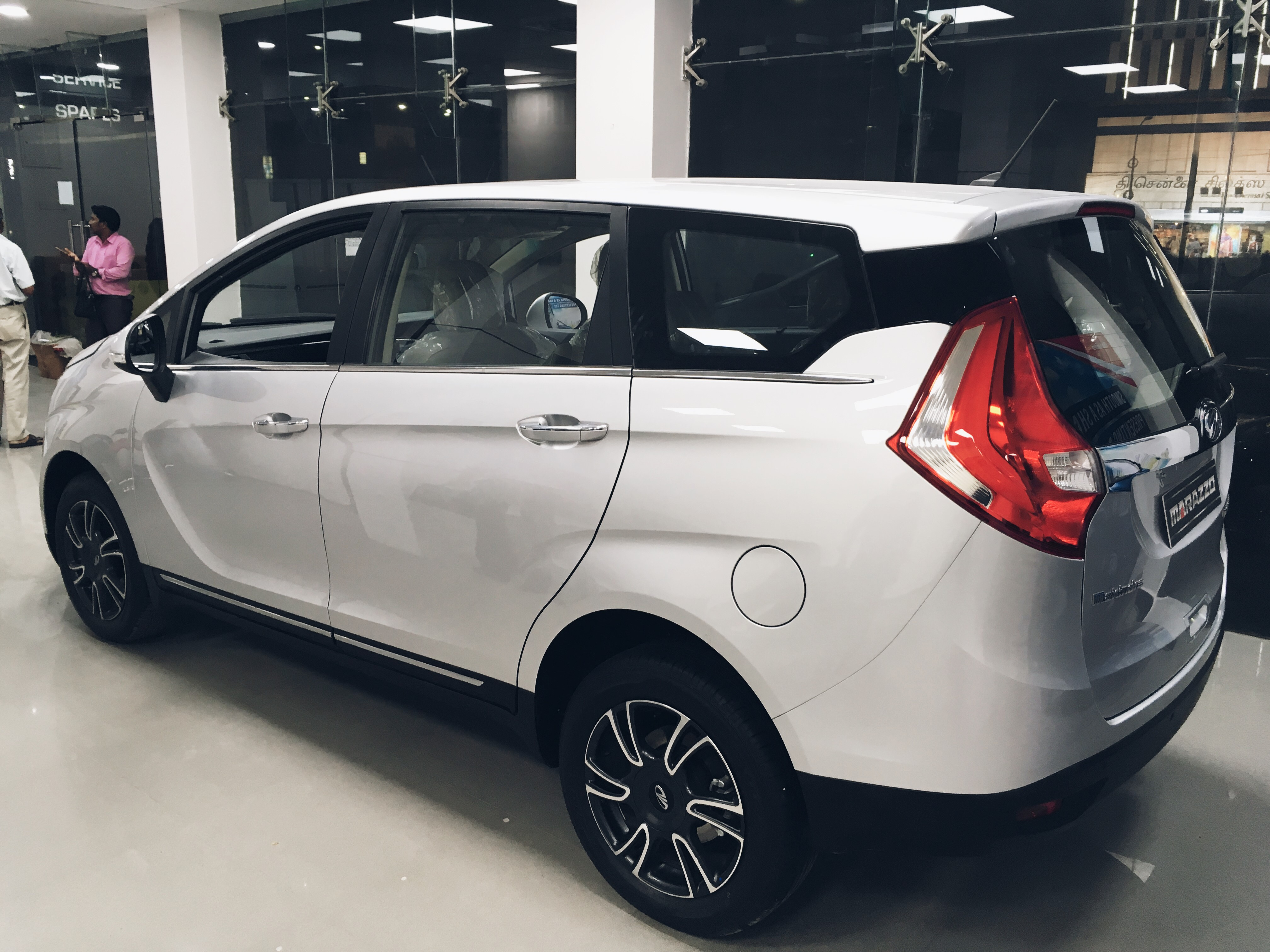